# Rödgumpad dvärgbarbett
Rödgumpad dvärgbarbett (Pogoniulus atroflavus) är en fågel i familjen afrikanska barbetter inom ordningen hackspettartade fåglar.

## Utbredning och systematik
Fågeln förekommer från Senegal och Gambia österut till södra Centralafrikanska republiken och västligaste Uganda samt söderut till norra Angola (Cabinda) och centrala Demokratiska republiken Kongo. Den behandlas som monotypisk, det vill säga att den inte delas in i några underarter.

## Status
IUCN kategoriserar arten som livskraftig.